# Kyoto Art Center

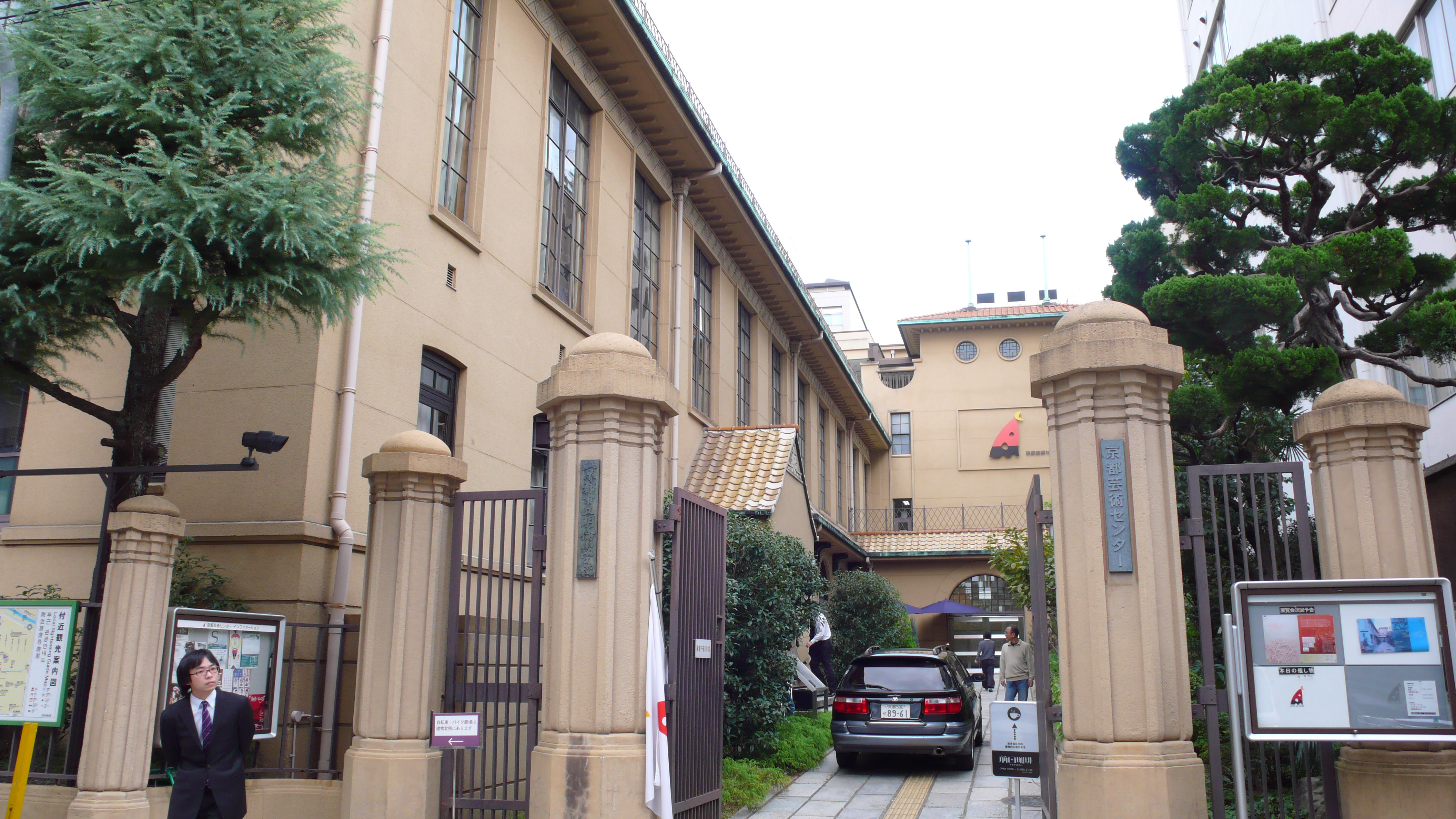
Входная гуппа Kyoto Art Center

Арт Центр Киото — культурный центр, расположенный в центре Киото. 

## О центре
Центр занимает трехэтажное здание, построенное на месте бывшей начальной школы Мейрин (основанной жителями Киото в эпоху Мэйдзи). В нем есть студия, галерея, аудитория, зал в японском стиле, свободное пространство, библиотека, информационный уголок, чайная в японском стиле, кофейня Maeda Coffee Meirin, общий зал и магазины. Фонд искусств и культуры Киото управляет центром, цель которого — поддерживать художественную деятельность, действовать в качестве центра обмена информацией об искусстве, устраивать арт-резиденции и продвигать художников. В 2008 году северное, южное и западное крыло, ворота и стена центра были зарегистрированы как объекты материальных культурных ценностей Японии.

## История
В 1869 году была открыта начальная школа Санбангуми на месте Мейринси, её названия изменили на Начальную школу Мейрин.
В 1931 году здание  было реконструировано с применением железобетона. В 1993 году начальная школа Мейрин была закрыта.
В 1996 году было начато строительство «центра искусства и культуры» на месте начальной школы Мейрин в рамках совместных проектов по повторному использованию мест и популяризации искусства в Киото. В апреле 2000 года был проведён ремонт бывшего здания начальной школы Мейрин и открыт Киотский Арт Центр.
23 июля 2008 года отдельные элементы строения Арт Центра Киото были зарегистрированы как входящие в перечень материальных культурных ценностей Японии.

## Международные программы
В дополнение к программам поддержки  современного японского искусства, в центре проводится ряд международных мероприятий. С 2010 года международный театральный фестиваль « Киотский эксперимент » проводится в конце сентября и октябре. Долгосрочная программа, Традиционная программа театрального обучения (TTT), первоначально начатая в 1985 году исследователем японского театра Джонатаном Зальцем, а теперь под эгидой Киотского центра искусств, представляет собой интенсивный курс традиционной японской театральной формы — первоначально kygen , теперь также театра Noh и nihonbuyō, и отдельный курс kotsuzumi (игра на барабанах). Примерно половина участников — иностранцы. С 2011 года семинар выходного дня в начале программы, который дает представление о различных аспектах японского театра, доступен отдельно (лекции на японском языке с английским переводом).